# Ruisseau d'Aymer
Le ruisseau d'Aymer est une rivière du Sud de la France, sous-affluent du Tarn et de la Garonne.

## Géographie
De 12,2 km de longueur, il prend sa source sur la commune de Laparrouquial, dans le Tarn et conflue dans le Cérou en rive droite sur la commune de Milhars.

## Départements et villes traversées
- Tarn : Mouzieys-Panens, Saint-Martin-Laguépie, Lacapelle-Ségalar, Laparrouquial, Bournazel, Milhars.

## Principaux affluents
- Ruisseau de Lacapelle (3,3 km)
- Ruisseau de Panamanque (2,6 km)